# Theridula gonygaster
Theridion anguleux
Espèce
Theridula gonygaster, le Theridion anguleux, est une espèce d'araignées aranéomorphes de la famille des Theridiidae.

## Répartition
Bien que l'espèce ait été décrite à partir de spécimens observés en Corse et à Naples, il est aujourd'hui admis qu'elle est originaire de l'Amérique du Sud et des Caraïbes. Ses zones d'introduction comprennent l'Europe du Sud-Ouest, le Bassin du Congo, les Seychelles, Madagascar ainsi que l'Inde, la Chine et le Japon.

## Description
Le mâle mesure entre 1,3 et 1,7 mm et la femelle entre 3 et 3,5 mm. Theridula gonygaster est en général intégralement noire à l'exception des pattes et de quelques taches blanches ou jaunes sur l'abdomen mais c'est une espèce assez variable. Les taches peuvent manquer ou bien les côtés du céphalothorax ainsi que l'abdomen peuvent apparaitre orange. L'abdomen triangulaire, plus large que long, est orné de trois pointes qui restent toujours noires,,.

## Systématique et taxinomie
L'espèce a été décrite en 1873 par Eugène Simon sous le protonyme Theridion gonygaster.
Theridula gonygaster a pour synonymes :
- Theridion gonygaster Simon, 1873 ;
- Theridium gonygaster Simon, 1873 ;
- Theridula opulenta subsp. albomaculata Franganillo, 1936 ;
- Theridula regia Gertsch & Archer, 1942.

## Publication originale
- Eugène Simon, « Aranéides nouveaux ou peu connus du midi de l'Europe. », Mémoires de la Société Royale des Sciences de Liège, vol. 5, no 8,‎ 1873, p. 1-174 (lire en ligne)